# بيرغ (جبال الألب بيرنيسي)
بيرغ (بالإنجليزية: Birg (Bernese Alps))‏ هو أحد جبال سلسلة جبال الألب البرنية وجزء من القمة الأم يقع في كانتون برن، سويسرا. يبلغ ارتفاع الجبل حوالي 2684 متر، بينما يبلغ ارتفاع نتوء الجبل 86 متر.